# Голего Микола Лукич
Мико́ла Луки́ч Голе́го (2 [15] червня 1914, станція Христинівка, нині Черкаська область — 27 серпня 2012, Київ) — український науковець-механік, доктор технічних наук, заслужений діяч науки і техніки УРСР (8.07.1964), член-кореспондент НАН України. Ректор Київського інституту інженерів цивільної авіації (1954—1975).

## Життєпис
1938 року з відзнакою закінчив Київський авіаційний інститут, одночасно — льотні курси, пілот IV класу. Направлений у Харків на авіаційний ремонтний завод. Лютим 1939 нагороджений значком «Відмінник Аерофлоту».
Під час Другої світової війни разом з заводом евакуйований до Алмати. 1942 року переведений до Актюбинська, головний інженер авіаційного ремонтного заводу.
1944 року керує організацією у Дніпропетровську нового авіаційного ремонтного заводу, випускається продукція для фронту, керівником заводу працював до 1948. За забезпечення ремонту літаків і двигунів у короткий термін нагороджений орденом «Знак Пошани» та медаллю «За трудову звитягу», в 1946 — медаллю «За доблесну працю у Великій Вітчизняній війні 1941—1945 років».
В липні 1948 року направлений в Київ, де організовує та керує новим авіаційним ремонтним заводом. З 1950 року разом з працівниками Інституту будівельної техніки АН СРСР проводив дослідження в галузі трибології (науки про тертя та зношування) — за цією роботою захистив кандидатську дисертацію.

З вересня 1953 працював в Київському інституті інженерів цивільної авіації — завідувач кафедри технології ремонту авіаційної техніки, з січня 1954 — ректор інституту.
З 1976 року — директор Науково-технічного центру «Триботехніка» НАН України, займався проблемами космічної галузі в площині підвищення довговічності та надійності роботи машин та механізмів.
Займався науковим дослідженням експлуатації, ремонту та довговічності машин, вивчав теорію схоплювання, явища фретинг-корозії.
В його науковому доробку понад 300 праць, 4 монографії. Як педагог підготував 30 кандидатів та докторів наук.
Помер на 99-му році життя 27 серпня 2012 року в Києві. Похований на старій частині Байкового кладовища (ділянка № 4ст, 50°25′0.35″ пн. ш. 30°30′47.80″ сх. д. / 50.4167639° пн. ш. 30.5132778° сх. д.).

## Вшанування пам'яті
У 2017 році в Солом'янському районі міста Києва вулиця Лебедєва-Кумача була перейменована в вулицю Миколи Голего
29 квітня 2014 р. КМДА підтримала пропозицію НАУ про встановлення меморіальної дошки М. Л. Голего на 1-му корпусі університету. Дошку було встановлено 12 квітня 2018 р.